# Make It or Break It
Make It or Break It, oft auch als MIOBI abgekürzt, ist eine US-amerikanische Jugend-Dramaserie von Holly Sorensen, welche von 2009 bis 2012 von Pirates’ Cove Entertainment und ABC Family Original Productions für den US-Kabelsender ABC Family produziert wurde. Sie handelt von dem Leben von fünf jungen Turnerinnen und Turnern, die auf dem Weg sind, ihren Traum, bei den Olympischen Spielen anzutreten, zu verwirklichen. In den USA startete die Serie am 22. Juni 2009 auf ABC Family.

## Handlung
Die drei Teenager Kaylie Cruz, Lauren Tanner und Payson Keeler sind drei Elite-Turnerinnen und trainieren regelmäßig in einem der besten Trainingscenter in den USA, dem Rocky Mountain Gymnastics Training Center oder auch The Rock genannt, in Boulder, Colorado. Die drei Mädchen sind schon seit Jahren beste Freundinnen, Teamkolleginnen und haben denselben Traum, nämlich bei den Olympischen Spielen 2012 anzutreten. In diesem Jahr stößt aber erstmals die Newcomerin Emily Kmetko hinzu, eine ungeübte Turnerin, die von Marty bei einem YMCA-Treffen in Fresno entdeckt und für The Rock angeworben wurde. Die Zukunft der Mädchen gerät ins Wanken, als  ihr Cheftrainer, Marty Walsh, aus seinem Job bei The Rock erpresst und durch Sasha Belov, einen ehemaligen Olympiasieger mit anspruchsvollem Trainingsstil, ersetzt wird. 
Während Payson Sashas Erfahrung und Schnelligkeit schätzt, kommen die anderen Mädchen mit seinem anspruchsvollen Stil und den Einschränkungen für ihr persönliches Leben nicht zurecht.

## Figuren

### Familie Kmetko
Emily KmetkoEmily ist das neueste Mitglied im Trainingscenter The Rock. Marty rekrutiert sie, nachdem er sie bei einem YMCA-Treffen in Fresno gesehen hat. Neben dem Training arbeitet sie abends und am Wochenende im Pizza Shack, um ihre Familie damit finanziell zu unterstützen. Sie ist in ihren dortigen Mitarbeiter Damon, einen aufstrebenden Songwriter, verliebt. Sie entschließen sich wegen ihrer beiden Karrieren eine zweijährige Beziehungspause einzulegen und sich nach den Olympischen Spielen wiederzutreffen. Die beiden halten diese Pause nicht lange durch und fangen wieder an, sich zu treffen. Emily wird ein Mitglied in der Nationalmannschaft und wird später auch für die Weltmeisterschaften ausgewählt, aber ihre Karriere ist gefährdet, nachdem sie für ihren Bruder Medikamente stiehlt. Mit Damon hat sie später Sex, aber bereits einige Wochen später trennen sich die beiden wieder. Nach der Trennung stellt sie fest, dass sie schwanger ist, woraufhin sie den Sport aufgibt und zu ihrer Patentante nach Las Vegas zieht.
Chloe KmetkoChloe ist die alleinerziehende Mutter von Brian und Emily und arbeitet in einem Friseursalon. Sie ist exzentrisch und energisch, sodass sie oft Informationen über ihre Kinder preisgibt, was sie eigentlich nicht sollte. Nachdem sie Laurens Vater Steve übers Internet kennen gelernt hatte, gingen die beiden ein paar Mal miteinander aus, trennten sich aber schließlich wieder. Nachdem Chloe erfahren hat, dass Steve Emilys Stipendium finanziert hat, findet sie in einem Stripclub als Barkeeper einen Zweitjob.
Brian KmetkoBrian ist der jüngere Halbbruder von Emily und einer ihrer größten Unterstützer. Er ist auf einen Rollstuhl angewiesen und hat gelegentlich epileptische Anfälle, gegen die er Medikamente nimmt.

### Familie Keeler
Payson KeelerPayson ist die beste Turnerin im Trainingscenter The Rock. Sie ist die zielstrebigste und ernsthafteste von allen, obwohl sie alle den gleichen Ehrgeiz haben. Bei den Nationalmeisterschaften in Boston stürzt sie vom Barren und zieht sich so eine Wirbelsäulenfraktur zu, von der alle glauben, es bedeute ihr Karriereende. Ihre Familie erfährt dann, dass ein Chirurg glaubt, man könnte sie operieren und es ihr so ermöglichen, doch weiterhin zu turnen. Payson lässt die Operation durchführen und beginnt auch wieder mit dem Training, aber aufgrund der Veränderungen in ihrem Körper durch ihre Verletzung muss sie fast ganz von vorn anfangen. Mit Sashas Hilfe entdeckt sie einen künstlerischen Stil des Turnens und schafft es ins Team für die Olympischen Spiele. Währenddessen verknallt sie sich in Sasha und küsst ihn aus einem Impuls heraus. Sasha stößt sie weg und Payson erkennt ihren Fehler. Sie kommt später mit Max zusammen, obwohl sie sich nicht in ihn verlieben wollte. Max beendet die Beziehung jedoch in der dritten Staffel und Payson lernt Rigo, einen BMX-Fahrer, kennen. Sie verliebt sich in ihn und hat mit ihm das erste Mal Sex in ihrem Leben, obwohl sie damit warten wollte, bis sie olympisches Gold erlangt hat.
Kim KeelerKim ist die Mutter von Payson und Becca und Komanagerin des Trainingscenters The Rock.
Mark KeelerMark ist der Vater von Payson und Becca. Nachdem er seinen Arbeitsplatz in Boulder verliert, pendelt er nun nach Minnesota zur Arbeit.
Becca KeelerBecca ist Paysons jüngere Schwester und eine Juniorturnerin im Trainingscenter The Rock. Sie konzentriert sich nicht so auf das Turnen wie ihre Schwester, obwohl diese eifersüchtig wird, wenn Becca einen Award für ihre Fortschritte gewinnt.

### Familie Cruz
Kaylie CruzKaylie ist eine der Elite-Turnerinnen im Trainingscenter The Rock. Am Anfang traf sie sich heimlich mit dem Turner Carter, trennte sich aber von ihm, als sie erfuhr, dass er mit ihrer Freundin Lauren geschlafen hat. Sie ist besessen vom Gewichtabnehmen, um ihrer Turnerei damit zu helfen, und entwickelt so eine Magersucht. Als sie daraufhin beim Training für die Weltmeisterschaften in Ohnmacht fällt, muss sie ins Krankenhaus gebracht werden. Dort freundet sie sich in der Reha mit dem Model Maeve an, die ihr zeigt, wie sie ganz schnell von dort verschwinden kann. Doch ihre Eltern lassen sie nicht zum Training, und Kaylie will ihr Problem nicht wahrhaben. Erst als Maeve an Herzversagen infolge ihrer Magersucht stirbt, gesteht sich Kaylie ihr Problem ein. Außerdem merkt sie, dass sie sich in Austin verliebt hat, mit dem sie auch zusammenkommt.
Ronnie CruzRonnie ist Leos und Kaylies Mutter. Sie war eine erfolgreiche Sängerin in den 80ern. Nachdem sie eine Affäre mit Marty gehabt und ihr Ehemann Alex es herausgefunden hatte, zog er aus und reichte die Scheidung ein. Sie ist Kaylies Komanagerin und kümmert sich um ihre Presse.
Alex CruzAlex ist der Vater von Leo und Kaylie und ein früherer Baseballstar. Bis Kaylie ihn feuerte und MJ einstellte, war er ihr Manager. In der Hoffnung, damit ihre Eltern wieder zusammenzubringen, engagiert Kaylie ihn und Ronnie dann als ihr Komanager.
Leo CruzLeo ist Kaylies älterer Bruder und ein früherer Turner. Er geht aufs College, kommt aber zurück nach Boulder und hilft Sasha beim Training im The Rock. Er beschützt Kaylie und verprügelt Carter, als er erfährt, dass er sie betrogen hat. In der zweiten Staffel kehrt er aufs College zurück.

### Familie Tanner
Lauren TannerLauren ist eine Turnerin im Trainingscenter The Rock und trägt den Spitznamen The Queen of the Beam. Sie ist in Kaylies Freund Carter verliebt und schläft auf einer Party mit ihm. Nach der Trennung von ihm und Kaylie schlafen die beiden nochmals miteinander, aber schließlich trennt sie sich wieder von ihm, da er ihr nicht sagen kann, dass er sie liebt. Ihre Mutter ist eine Süchtige, die sie und ihren Vater verließ, als sie noch jung war. Nach dem Tod ihrer Mutter erfährt sie, dass ihre Mutter mehrfach versucht hat sie zu besuchen, doch ihr Vater ließ es nicht zu. Zwischen Payson und ihr entspringt ein Wettkampf, wer der neue Kapitän werden wird. Am Ende werden die beiden Cokapitäne.
Steve TannerSteve ist Laurens Vater und ein früherer Manager des Trainingscenters The Rock. Er ist ein reicher Anwalt, der immer seiner Tochter das Beste zu geben versucht. Er war mit Summer Van Horne verlobt, aber sie trennte sich von ihm, nachdem sie erfahren hatte, dass er Laurens Mutter bedroht hat. Er traf sich auch einige Male mit Emilys Mutter Chloe, aber trennte sich von ihr, da er fühlte, ihr nicht vertrauen zu können. Nachdem Sasha das The Rock verlassen hat, kommt er schließlich doch wieder mit Summer zusammen. Er macht ihr einen erneuten Heiratsantrag, den sie nur zögernd annimmt, da sie noch Gefühle für ihren Ex-Freund Sasha Belov hat. Sie löst die Verlobung erneut auf, als sie erfährt, dass Lauren das Kuss-Video von Sasha und Payson an Ellen geschickt hat.
Leslie TannerLeslie ist Laurens Mutter und Steves Ex-Frau. Sie war eine Drogensüchtige und verließ Steve und Lauren zweimal, als sie noch jung war. Obwohl sie Lauren jedes Jahr besuchen möchte, lässt Steve es nicht zu. Des Weiteren droht er ihr, wenn sie Lauren ohne seine Erlaubnis sieht, würde er sie verhaften lassen. Er ließ Lauren glauben, ihre Mutter interessiere sich nicht für ihr Leben. Leslie stirbt in der zweiten Staffel bei einem Autounfall. Lauren erfährt daraufhin, dass Steve sie die ganze Zeit von ihrer Mutter ferngehalten hat, und verlässt ihn für eine Weile.

### Mitarbeiter bei The Rock und The Pizza Shack
Marty WalshMarty ist der ehemalige Trainer des Trainingscenters The Rock und dreimaliger Gold-Olympiasieger. Er verlässt den Club, nachdem ihn Steve Tanner mit Informationen über seine Affäre mit Ronnie Cruz erpresst. Daraufhin wird er Trainer beim Denver Elite Gymnastic Club, wo Kelly Parker seine Elite-Turnerin ist. Obwohl die Nationalmannschaft im The Rock trainiert, ist Marty weiterhin ihr Trainer. Nachdem er sich über das Mobben von Emily durch Ellen Beals aufregt und sie darauf anspricht, wird er als Trainer der Nationalmannschaft gefeuert.
Sasha BelovSasha ist der neue Trainer des Trainingscenters The Rock, der Marty ersetzt hat, nachdem dieser nach Denver gezogen ist. Er ist der einzige Turner, der Marty in der Anzahl der Goldmedaillen überholt hat, denn er gewann vier davon. Obwohl er ziemlich streng gegenüber seinen Schülern ist, kümmert er sich ausgiebig um sie und möchte aus jedem das Beste rausholen. Sasha trainierte bereits vorher eine Gruppe von Turnern, wurde aber nach dem tödlichen Unfall eines Mädchens gezwungen, damit aufzuhören. Sein Job im The Rock ist somit sein erster Trainerjob nach fünf Jahren. Er verlässt das The Rock, als er bemerkt, dass seine Anwesenheit die Mädchen schmerzt. Nachdem ihn dann Payson, Lauren und Emily in Rumänien besucht haben, kehrt er jedoch zurück und wird letztendlich Trainer der US-amerikanischen Nationalmannschaft. Er versucht Summer zurückzugewinnen, doch die glaubt fest daran, dass Gott meint, dass sie zu Steve gehört. Nach der aufgelösten Verlobung sehen sich Sasha und Summer noch einmal wieder, wo sie sich auch küssen.
Summer Van HorneSummer ist Steves Ex-Freundin und seine frühere Assistentin. Sie erzählt Lauren, dass sie, bevor sie zu Gott gefunden habe, in der High School mit vielen Jungs geschlafen hat und so als Schlampe bezeichnet wurde. Nach ihrer Trennung von Steve erhält sie den Posten der Managerin des The Rock und wird für Lauren so etwas wie eine Ersatzmutter. Zwischen ihr und Sasha entwickelt sich langsam eine Beziehung, welche die beiden aber beenden, bevor Sasha das The Rock verlässt. Daraufhin fragt Steve sie, ob sie ihn heiraten möchte, und sie nimmt den Heiratsantrag nach einigem Zögern dann doch an, löst die Verlobung aber wieder auf, als sie erfährt, was Lauren gemacht hat. Sie will nichts mehr mit ihr zu tun haben, unterstützt Lauren aber, als sie von ihrer Herzkrankheit erfährt. Am Ende der dritten Staffel sieht sie Sasha noch einmal und es kommt zum Küssen.
Austin TuckerAustin ist der männliche olympische Champion. Er begann mit dem Training bei The Rock, da er von der Engagiertheit der Mädchen dort inspiriert war. Er lädt die Mädchen später zu einer Party zu seinem Haus am See ein und sie kommen auch alle, obwohl sie vorher versprochen hatten nicht dorthin zu gehen. Auf der Party kommt es zwischen Kaylie und ihm zu einem Kuss, wobei er bemerkt, wie dünn sie geworden ist. Da auch seine jüngere Schwester unter Essstörungen leidet, versucht er ihr zu helfen und berichtet ihren Eltern davon.
Max SpencerMax ist der neueste Turner im Trainingscenter The Rock. Zunächst taucht er nur als Fotograf und als Freund von Austin auf. Dieser berichtet dann, dass Max ein Turner ist und er entweder in Denver oder im The Rock trainieren möchte, wobei er sich für Letzteres entscheidet. Er küsst Austin und enthüllt ihm daraufhin, dass er bisexuell ist.
Damon YoungDamon ist ein aufstrebender Songwriter, Mitglied der Band Shelter Pups und ein Freund von Razor. Er springt für Razor in seinem Job bei Pizza Shack ein und freundet sich schnell mit seiner Mitarbeiterin Emily an. In der zweiten Staffel schlafen die beiden dann miteinander, woraufhin Emily schwanger wird. Da er und Kaylie sich ebenfalls geküsst haben, zieht Emily zu ihrer Patentante nach Las Vegas. Damon folgt ihr und hofft mit ihr und dem Baby eine Familie gründen zu können.
RazorRazor ist Emilys Mitarbeiter bei Pizza Shack und der Lead-Sänger der Band Shelter Pups. Als er als Roadie auf Tour gehen möchte, bittet er seinen Freund Damon darum, seinen Job weiterzuführen und sich dabei um Emily zu kümmern. Bei seiner Rückkehr ist er verwundert, als er sieht, dass Damon und Emily nun ein Paar sind, doch er verhält sich weiterhin gegenüber den beiden als guter Freund.

### Weitere Figuren
Carter AndersonCarter ist ein ehemaliger Turner bei The Rock und Kaylies Ex-Freund. Während er mit Kaylie zusammen war, hatte er Sex mit Lauren. Als das auf einer Party rauskommt, wird er suspendiert und von den Nationalmeisterschaften ausgeschlossen. Er hegt daraufhin einen Groll gegen Lauren, da er ihr die Schuld an dem gibt, was zwischen ihm und Kaylie passiert ist. Doch nachdem er zuhause rausgeschmissen wird, muss er fortan bei Lauren auf dem Dachboden wohnen. Carter versucht, Kaylie zurückzugewinnen, und sie küssen sich sogar, doch sie trennen sich wieder. Später fängt er eine Beziehung mit Lauren an, welche von ihm beendet wird, da er nicht mit ihrem Verhalten anderen Personen gegenüber einverstanden ist. Als auch diese Beziehung rauskommt, wird er ganz aus dem Trainingscenter The Rock geworfen und arbeitet nun als Trainer in Denver.
Nicky RussoNicky ist ein früherer Turner bei The Rock und der Gewinner der Silbermedaille bei den Nationalmeisterschaften. Er ist extrem ehrgeizig und empfindet die Zeit, die er nicht mit dem Training verbringt, als verschwendete Zeit. Er hegt Gefühle für Payson und hilft ihr, illegales Cortison für ihren Rücken zu beschaffen. Obwohl Nicky und Kaylie mehrmals miteinander intim gewesen sind, entschließt er sich dem Drama bei The Rock zu entfliehen und zieht daraufhin nach Denver.
Kelly ParkerKelly ist eine frühere Nationalmeisterschaftsgewinnerin und trainiert derzeit in Denver. Vor Paysons Unfall waren sie und Payson Rivalen. Daneben machte sie sich über alle Mädchen bei The Rock und ganz besonders über Emily lustig. Bei den diesjährigen Nationalmeisterschaften landet sie nur hinter Kaylie Cruz auf dem zweiten Platz. Kelly ist auch die Erste, die bemerkt, wie gefährlich dünn Kaylie ist, und so freundet sie sich mit ihr an, um mehr über ihre Gewichtsabnahme zu erfahren.
MJ MartinMJ ist eine Sportagentin und ein früherer Tennisstar. Sie arbeitet nun für eine der größten Sportagenturen in den USA. Sie und Sasha hatten, als sie noch eine junge Turnerin war, eine Beziehung. Sie versuchte ursprünglich, Payson zu vertreten, doch ihre Eltern erlaubten das nicht, und so fragte ihn Kaylie und sie sagte ja. So versuchte sie auch Nicky und Kaylie zum Ärger der beiden als Traumpaar darzustellen.
Ellen BealsEllen ist ein Mitglied im Nationalmeisterschaftsgremium. Sie kann Sasha nicht leiden und möchte ihn daher am liebsten loswerden. Nachdem das Gremium Marty Walsh gefeuert hatte, übernahm sie den Job des Nationalmannschaftstrainers. Sie versucht beim Gremium Sasha mit einem aufgezeichneten Kuss zwischen ihm und Payson anzuschwärzen, doch das Originalband verschwindet. Daraufhin verliert sie ihre Glaubwürdigkeit und den Einfluss beim Gremium.

## Produktion
Nachdem die Newcomerin Holly Sorensen bereits im Sommer 2008 dem Kabelsender ABC Family ihre Serienidee mit dem Titel Perfect 10 vorgelegt hatte, erhielt sie im Oktober 2008 den Auftrag, ein Drehbuch anzufertigen. Dieses wurde einen Monat später fertiggestellt und der Sender gab grünes Licht für den Dreh einer Pilotfolge. Als Regisseur für die Pilotfolge wurde Steve Miner engagiert. Das Casting begann im November 2008 und so waren kurz vor Weihnachten schon die Rollen von Mark (Brett Cullen), Kim (Peri Gilpin) und Payson Keeler (Ayla Kell) sowie die von Ronnie (Rosa Blasi) und Alex Cruz (Jason Manuel Olazabal) sowie die ihrer Kinder Kaylie (Josie Loren) und Bradford (Marco James) vergeben. Ebenfalls bereits besetzt waren die Rollen von Chloe Kmetko (Susan Ward) und die ihrer beiden Kinder Emily (Chelsea Hobbs) und Brian (Wyatt Smith). Daneben konnte sich der eher unbekannte Jungschauspieler Zachary Burr Abel im Casting gegen die anderen Kandidaten durchsetzen und erhielt so die Rolle des Carter Anderson. Die Dreharbeiten zur Pilotfolge fanden im Herbst 2008 und Winter 2009 in Los Angeles statt. Währenddessen konnten die Produzenten Anfang März Candace Cameron Bure für die Rolle der Summer Van Horne engagieren. Aufgrund der vielen Turneinlagen wurden viele Stuntmänner und Stuntfrauen engagiert, darunter viele ehemalige Mitglieder der UCLA Bruins, dem Sportteam der University of California.
Der Sender orderte nach Sichtung der Pilotfolge im Februar 2009 neun weitere Episoden, die bis Juli desselben Jahres gedreht wurden. Nachdem die Einschaltquoten zufriedenstellend waren, gab ABC Family im Januar 2010 die Produktion einer zweiten Staffel bekannt. Und auch trotz gesunkener Einschaltquoten während der zweiten Staffel gegenüber der ersten, verlängerte ABC Family die Serie im September 2011 dann für eine dritte Staffel. Diese erneute Verlängerung geschah in der Hoffnung, dass ihr durch einen inhaltlichen Reboot und die Nähe zu den Olympischen Spielen nochmals Auftrieb verschafft werden könnte. Da dies nicht der Fall war, gab der Sender im April 2012 die Einstellung der Serie nach der kurzen dritten Staffel bekannt.

## Besetzung und Synchronisation
Die deutsche Synchronisation entstand nach einem Dialogbuch und unter der Dialogregie von Katharina Gräfe durch die Synchronfirma Deutsche Synchron Filmgesellschaft in Berlin.

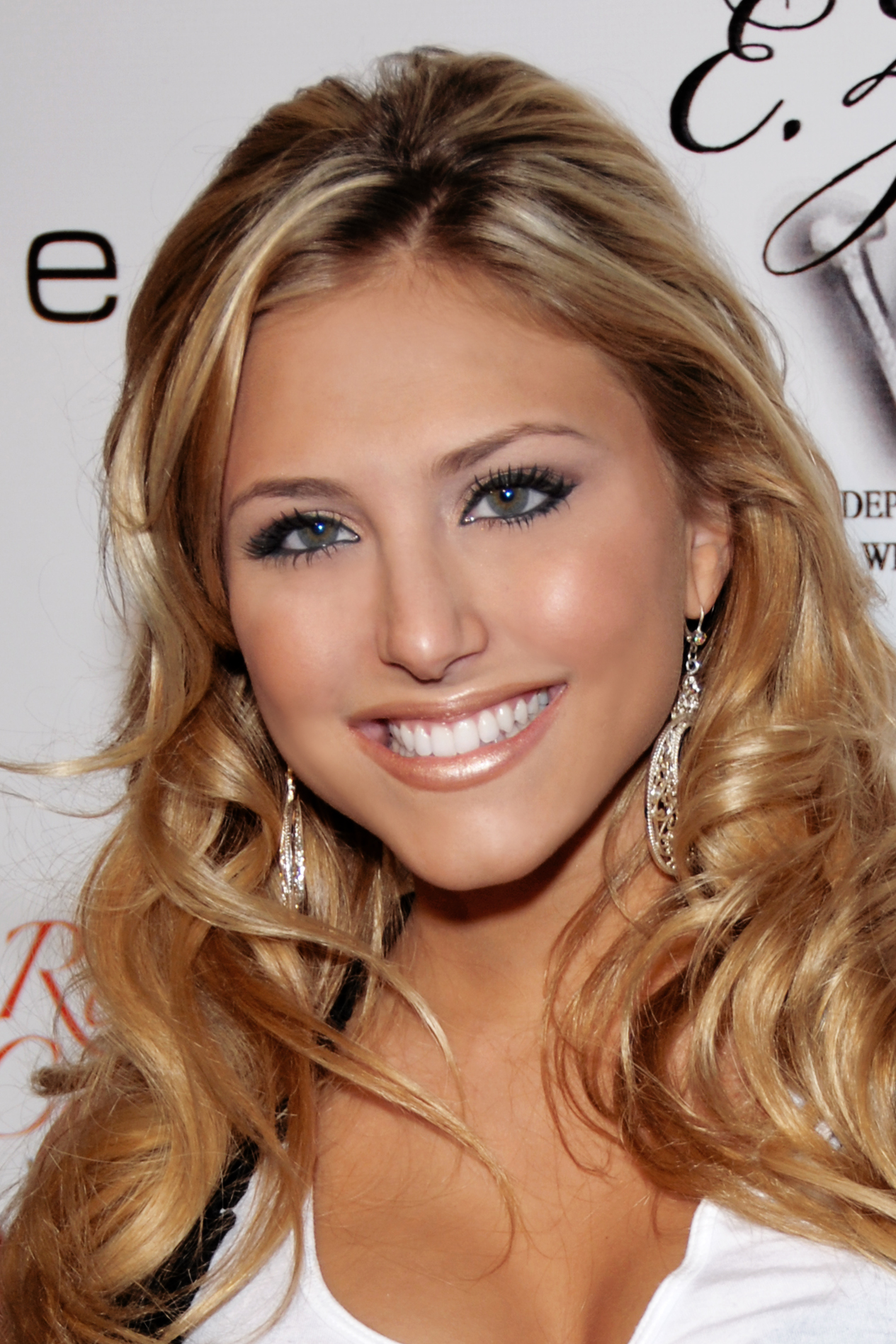
Cassie Scerbo (2009)
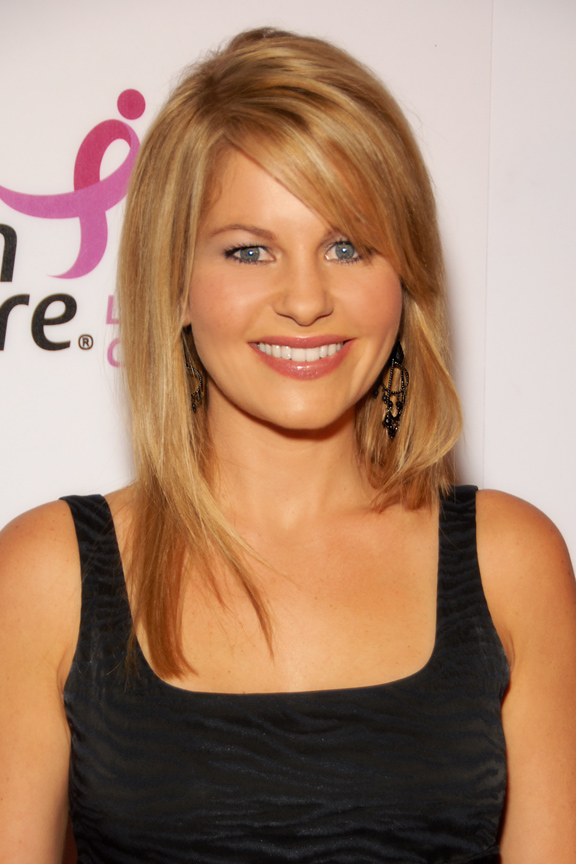
Candace Cameron Bure (2009)
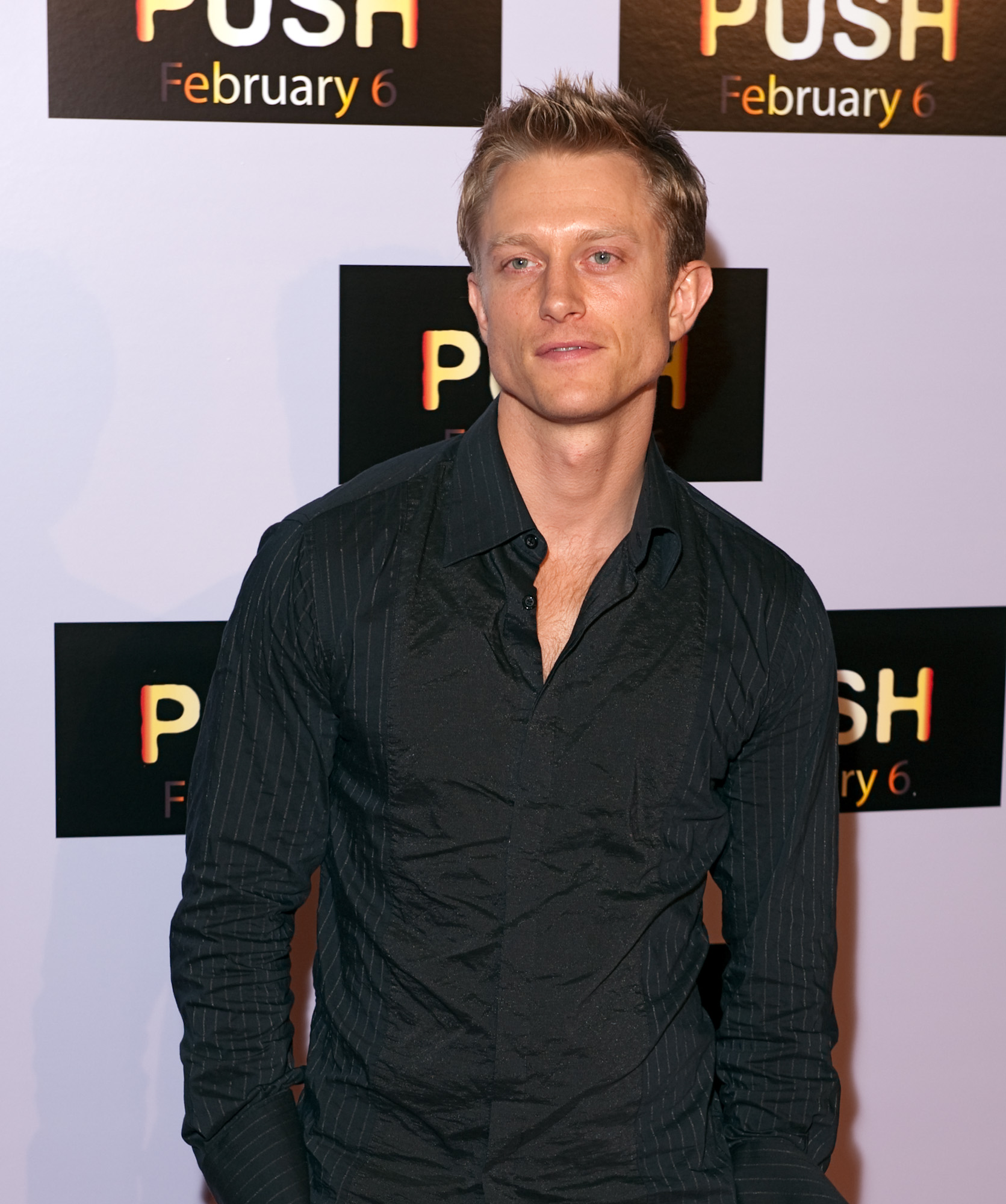
Neil Jackson (2009)

### Hauptdarsteller
| Rollenname      | Schauspieler         | Hauptrolle (Episoden) | Nebenrolle (Episoden) | Synchronsprecher     |
| --------------- | -------------------- | --------------------- | --------------------- | -------------------- |
| Payson Keeler   | Ayla Kell            | 1.01–3.08             |                       | Ilona Brokowski      |
| Kaylie Cruz     | Josie Loren          | 1.01–3.08             |                       | Magdalena Turba      |
| Lauren Tanner   | Cassie Scerbo        | 1.01–3.08             |                       | Marie-Luise Schramm  |
| Emily Kmetko    | Chelsea Hobbs        | 1.01–3.06             |                       | Giuliana Jakobeit    |
| Carter Anderson | Zachary Burr Abel    | 1.01–1.20,            | 2.01–2.11             | Nico Sablik          |
| Chloe Kmetko    | Susan Ward           | 1.01–2.20             |                       | Melanie Hinze        |
| Summer Van Horn | Candace Cameron Bure | 1.01–2.20             | 3.06–3.08             | Dascha Lehmann       |
| Kim Keeler      | Peri Gilpin          | 1.01–2.20             |                       | Victoria Sturm       |
| Sasha Belov     | Neil Jackson         | 2.01–2.20             | 1.03–1.20, 3.01, 3.08 | Matthias Deutelmoser |
| Damon Young     | Johnny Pacar         | 2.02–2.17             | 1.03–1.20             | Dirk Stollberg       |
| Jordan Randall  | Chelsea Tavares      |                       | 3.01–3.08             | Esra Vural           |

### Nebendarsteller
| Rollenname    | Schauspieler/in       | Synchronsprecher/in |
| ------------- | --------------------- | ------------------- |
| Leo Cruz      | Marcus Coloma         | David Turba         |
| Ronnie Cruz   | Rosa Blasi            | Andrea Aust         |
| Bradford Cruz | Marko James           |                     |
| Becca Keeler  | Mia Rose Frampton     | Victoria Frenz      |
| Alex Cruz     | Jason Manuel Olazabal | Tobias Kluckert     |
| Brian Kmetko  | Wyatt Smith           | Marcel Mann         |
| Steve Tanner  | Anthony Starke        | Michael Deffert     |
| Austin Tucker | Zane Holtz            | Tobias Nath         |
| Max Spencer   | Joshua Bowman         | Kim Hasper          |
| Mark Keeler   | Brett Cullen          | Uwe Büschken        |
| Razor         | Nico Tortorella       | Konrad Bösherz      |
| Marty Walsh   | Erik Palladino        | Johannes Berenz     |
| Nicky Russo   | Cody Longo            | Ozan Ünal           |
| Kelly Parker  | Nicole Anderson       | Nicole Hannak       |
| MJ Martin     | Marsha Thomason       | Vera Teltz          |
| Ellen Beals   | Michelle Clunie       | Heide Domanowski    |

## Ausstrahlung
Vereinigte Staaten
In den USA startete die Serie mit ihren ersten zehn Episoden am 22. Juni 2009 nach einer neuen Folge von The Secret Life of the American Teenager und erreichte so 2,50 Millionen Menschen. Das Sommerfinale der Staffel wurde am 24. August 2009 erstmals gezeigt. Die Ausstrahlung der Mitte Juli 2009 bestellten weiteren zehn Episoden begann am 4. Januar und endete am 8. März 2010. Im Durchschnitt lagen die Einschaltquoten der ersten Staffel zwischen 1,88 und 2,70 Millionen US-Amerikanern. Die ersten zehn Episoden der zweiten Staffel wurden zwischen dem 28. Juni und dem 31. August 2010 ausgestrahlt. Nach einer etwa siebenmonatigen Pause begann die Ausstrahlung der restlichen zehn Episoden am 28. März und wurde am 23. Mai 2011 mit einer Doppelfolge beendet. Die Quoten der zweiten Staffel lagen insgesamt unter denen der ersten und so schalteten nur noch zwischen 1,44 und 2,06 Millionen Zuschauer ein.
Die Ausstrahlung der dritten Staffel fand am 26. März 2012 bei ABC Family statt und wurde am 14. Mai 2012 mit dem Serienfinale beendet.
Deutschland
Für Deutschland hatte sich bereits im Sommer 2011 die ProSiebenSat.1 Media die Ausstrahlungsrechte gesichert und damals auch sofort bekannt gegeben sie auf dem Sender sixx ausstrahlen zu wollen. So begann die Ausstrahlung der ersten zehn Episoden am 8. Januar 2012 im Sonntagnachmittagsprogramm von sixx. Am 4. Oktober 2012 wurde bekannt, dass die Folgen der letzten Staffel ab dem 11. November 2012 bei Sixx ausgestrahlt werden.
International
International wird die Serie unter anderem in Kanada von MuchMusic, Großbritannien von E4, in Indien auf Zee Café, in Australien auf dem Satelliten- und Kabelsenders Fox8, in Neuseeland auf TV2, in Frankreich auf Orange Cinéhappy, einem Sender von Orange und in Italien auf Italia 1 ausgestrahlt.

## Veröffentlichungen
Die Staffeln erschienen in den USA und Kanada mit dem Regioncode 1 jeweils in zwei Teilen. Der erste Teil der ersten Staffel erschien am 13. Januar 2010, während der zweite Teil erst am 4. Januar 2011 veröffentlicht wurde. Der erste Teil der zweiten Staffel kam am 3. Mai 2011 in die Läden. Eine Veröffentlichung in Australien und Großbritannien gibt es bisher nicht. Eine deutschsprachige Version ist bisher auch noch nicht erschienen.
Die komplette Serie ist auch über iTunes, Amazon Instant Video und Hulu Plus kostenpflichtig erhältlich. Des Weiteren können die jeweils aktuellen Folgen in den Vereinigten Staaten auf der Website des Senders ABC Family sowie auf Hulu kostenlos angesehen werden.

## Rezeption

### Kritik
Die erste Staffel der Serie hat bei Metacritic ein Metascore von 63/100 basierend auf 6 Rezensionen. Auf TV.com hat die Serie ein Rating von 8,4/10 basierend auf 581 abgegebenen Stimmen, und auf IMDb.com ein Rating von 7,8/10 basierend auf 2786 abgegebenen Stimmen.

### Preise und Nominierungen
| Jahr | Auszeichnung      | Für                 | Kategorie                                                       | Resultat  |
| ---- | ----------------- | ------------------- | --------------------------------------------------------------- | --------- |
| 2009 | Teen Choice Award | Make It or Break It | Choice Summer TV Show                                           | Nominiert |
| 2010 | Teen Choice Award | Josie Loren         | Choice Summer TV Star: Female                                   | Nominiert |
| 2010 | Teen Choice Award | Make It or Break It | Choice Summer TV Show                                           | Nominiert |
| 2010 | Teen Choice Award | Zachary Abel        | Choice Summer TV Star: Male                                     | Nominiert |
| 2010 | Gracie Award      | Peri Gilpin         | Outstanding Female Actor in a Supporting Role in a Drama Series | Gewonnen  |
| 2011 | Teen Choice Award | Make It or Break It | Choice TV Show: Drama                                           | Nominiert |
| 2011 | Teen Choice Award | Josie Loren         | Choice TV Actress: Drama                                        | Nominiert |